# 하비군 (중국)
하비군(下邳郡)은 후한대 임회군의 군명을 바꿔 세워진 중국의 옛 군이다. 제후왕이 임명되었던 시절에는 하비국(下邳國)으로 불렸다.

## 후한
72년(후한 명제 영평 15년) 명제의 여섯번째 아들인 유연(劉衍)이 하비혜왕(下邳惠王)으로 봉해지면서 임회군이 하비국으로 승격되었다. 140년(후한 순제 영화 5년)도 하비국은 17성 136,389호 611,083명을 거느렸다. 후한말 연주 공방전이후 유비가 원술을 공격할 무렵 연주를 떠나 서주를 점령한 여포가 하비에 수도를 두면서 서주의 중심지가 되었다. 198년(후한 헌제 건안 3년), 하비 전투가 조조의 승리로 끝나면서 조조의 세력권으로 편입되었다. 206년(후한 헌제 건안 11년)하비국이 폐지되면서 하비군으로 격하되었다.
| 현명     | 한자     | 대략적 위치                                       | 비고                                                                         |
| -------- | -------- | ------------------------------------------------- | ---------------------------------------------------------------------------- |
| 하비현   | 下邳縣   | 쉬저우시 쑤이닝현 고비진(古邳鎭)                  | 본래 동해군의 속현이었다. 현 경내에 갈봉산(葛峰山), 봉양산(峰陽山)이 있었다. |
| 서현     | 徐縣     | 쑤첸시 쓰훙현 호태촌(胡台村) 일대                 | 본래 서나라였다. 현 경내에 누정(樓亭)이 있었다.                              |
| 동후국   | 僮候國   | 쑤저우시 쓰현 북동 송우촌(宋圩村) 일대            |                                                                              |
| 수릉현   | 睢陵縣   | 쑤첸시 쓰훙현 동남 훙쩌호 안? → 쉬저우시 쑤이닝현 | 193년(후한 헌제 초평 4년) 치소가 지금의 쑤이닝현 일대로 옮겨졌다.            |
| 하상현   | 下相縣   | 쑤첸시 쑤청구 고성가도(古城街道)                  |                                                                              |
| 회음현   | 淮陰縣   | 화이안시 화이인구 마두진(馬頭鎭) 동 1리           |                                                                              |
| 회포현   | 淮浦縣   | 화이안시 롄수이현                                 |                                                                              |
| 우태현   | 盱台縣   | 화이안시 쉬이현 관탄진(官灘鎭) 일대               |                                                                              |
| 고산현   | 高山縣   | 미상                                              |                                                                              |
| 반정현   | 潘旌縣   | 미상                                              |                                                                              |
| 회릉현   | 淮陵縣   | 벙부시 밍광시 산동촌(山東村) 일대                 |                                                                              |
| 취려현   | 取慮縣   | 쉬저우시 쑤이닝현 위와촌(魏洼村) 남부 일대        |                                                                              |
| 동성현   | 東成縣   | 추저우시 딩위안현 하마촌(下馬村) 일대             |                                                                              |
| 곡양후국 | 曲陽候國 | 쑤첸시 수양현 동                                  | 본래 동해군의 속현이었다.                                                    |
| 사오후국 | 司吾候國 | 쉬저우시 신이시 남 마릉산진(馬陵山鎭) 일대        | 본래 동해군의 속현이었다.                                                    |
| 양성현   | 良成縣   | 쉬저우시 피저우시 동남 범장촌(范庄村) 일대        | 본래 동해군의 속현이었다. 춘추시대 양나라(良)가 있었다.                      |
| 하구현   | 夏丘縣   | 쑤저우시 쓰현                                     | 본래 패군의 속현이었다.                                                      |

## 서진
280년(서진 무제 태강 원년), 하비군의 회수이남지방이 임회군으로 분리되며 회수 이북지방으로 군역이 축소되었다. 서진대 하비군은 10현 10,000호를 거느렸다. 영가의 난이후 진나라의 통치권에서 벗어났지만 회하유역에 조적과 같은 많은 유랑민들이 이동하면서 후조에 저항했기 때문에 후조가 완전히 점령하기까지 꽤 오랜 시간이 걸렸다.
| 현명     | 한자     | 대략적 위치                                | 비고                                         |
| -------- | -------- | ------------------------------------------ | -------------------------------------------- |
| 하비현   | 下邳縣   | 쉬저우시 쑤이닝현 고비진(古邳鎭)           |                                              |
| 능현     | 凌縣     | 쑤첸시 쓰양현 중흥진(众興鎭) 능현고성      | 280년 광릉군에서 본군의 속현으로 편입되었다. |
| 양성후상 | 良城候相 | 쉬저우시 피저우시 동남 범장촌(范庄村) 일대 |                                              |
| 수릉현   | 睢陵縣   | 쉬저우시 쑤이닝현                          |                                              |
| 하구현   | 夏丘縣   | 쑤저우시 쓰현                              |                                              |
| 취려현   | 取慮縣   | 쉬저우시 쑤이닝현 위와촌(魏洼村) 남부 일대 |                                              |
| 동현     | 僮縣     | 쑤저우시 쓰현 북동 송우촌(宋圩村) 일대     |                                              |

## 송
비수대전이후 동진이 북벌을 실시하면서 본래의 하비군이 남조의 영역으로 편입되었다. 유송 무제시기 회수 이북에 서주가 다시 설치되자 서주의 속군으로 편제되었다. 그러나 송 명제 태시연간에 서주자사 설안도가 북위에 투항하면서 북위의 땅으로 편입되었다. 설안도의 투항이전까지 하비군은 3현 3,099호 16,088명을 거느렸다.
| 현명   | 한자   | 대략적 위치                                | 민정   | 비고 |
| ------ | ------ | ------------------------------------------ | ------ | ---- |
| 하비현 | 下邳縣 | 쉬저우시 쑤이닝현 고비진(古邳鎭)           | 령(令) |      |
| 양성현 | 良成縣 | 쉬저우시 피저우시 동남 범장촌(范庄村) 일대 | 령(令) |      |
| 동현   | 僮縣   | 쑤저우시 쓰현 북동 송우촌(宋圩村) 일대     | 령(令) |      |

## 북위
본래 서주의 속군으로 편제되었으나, 525년(북위 효명제 효창 원년), 서주에서 동서주가 분리되자 동서주의 속군으로 편제되었다. 533년(북위 효무제 영희 2년) 양나라가 점령하면서 양나라의 땅으로 편입되었다. 그러나 550년(동위 효정제 무정 8년) 양나라가 동서주지방을 다시 점령하자 동위의 땅으로 편입되었다. 동위 때 하비군은 1,148호 3,739명을 거느렸다.
| 현명   | 한자   | 대략적 위치                                | 비고 |
| ------ | ------ | ------------------------------------------ | --- |
| 하비현 | 下邳縣 | 쉬저우시 쑤이닝현 고비진(古邳鎭)           | 동서주자사의 치소가 있었다. 양나라가 통치하던 시절에는 귀정현(歸政縣)이라는 이름으로 불렸다. 현 경내에 기수(沂水), 거천신사(巨川神祠)가 있었다. |
| 양성현 | 良成縣 | 쉬저우시 피저우시 동남 범장촌(范庄村) 일대 | 556년(북제 문선제 천보 7년) 폐지되었다. 현내에 백산(栢山)이 있었다.                                                                             |
| 동현   | 僮縣   | 쑤저우시 쓰현 북동 송우촌(宋圩村) 일대     | |
| 방정현 | 坊亭縣 | 미상                                       | 550년 진녕현(晉寧縣)이 지금의 이름으로 개명되었다.                                                                                              |
| 책연현 | 柵淵縣 | 쑤첸시                                     | 550년 숙예현(宿豫縣)에서 분리신설되었다. |
| 귀정현 | 歸正縣 |                                            | 549년(동위 효정제 무정 7년) 신설되었다. 현경내에 진규의 무덤(陳珪墓)이 있었다.                                                                  |

## 장관
- 착융